# Reformierte Kirche Fidaz
Die reformierte Kirche in Fidaz bei Flims in der Bündner Surselva ist ein evangelisch-reformiertes Gotteshaus unter kantonalem Denkmalschutz.

## Geschichte und Ausstattung
Die ersturkundlich im 9. Jahrhundert bezeugte Fidazer Kirche war seit jeher Filialkirche von Flims und trug das Patrozinium St. Simplizi. Bei Grabungen wurden 1925 Fundamente der Apsis festgestellt.
Ihr heutiger Stil geht auf einen romanischen spätmittelalterlichen Neubau zurück. Er ist geprägt durch ein flachgedecktes Kirchenschiff und eine markante Apsis aus der Zeit um 1200, in deren Mitte die Kanzel mit vorangestelltem Taufstein angebracht ist. Der Kirchturm mit Spitzhelm, der im Westen an die Fassade anschliesst, wurde im 13. Jahrhundert errichtet. Die Orgel mit sechs Registern im Eingangsbereich wurde 1964 von Orgelbau Goll (Luzern) erbaut.

## Kirchliche Organisation
Fidaz gehört innerhalb der Evangelisch-reformierten Landeskirche Graubünden zur Kirchgemeinde Flims. Da letztere mehrheitlich deutschsprachig ist, finden in der Fidazer Kirche vor allem die rätoromanischen Gottesdienste statt.

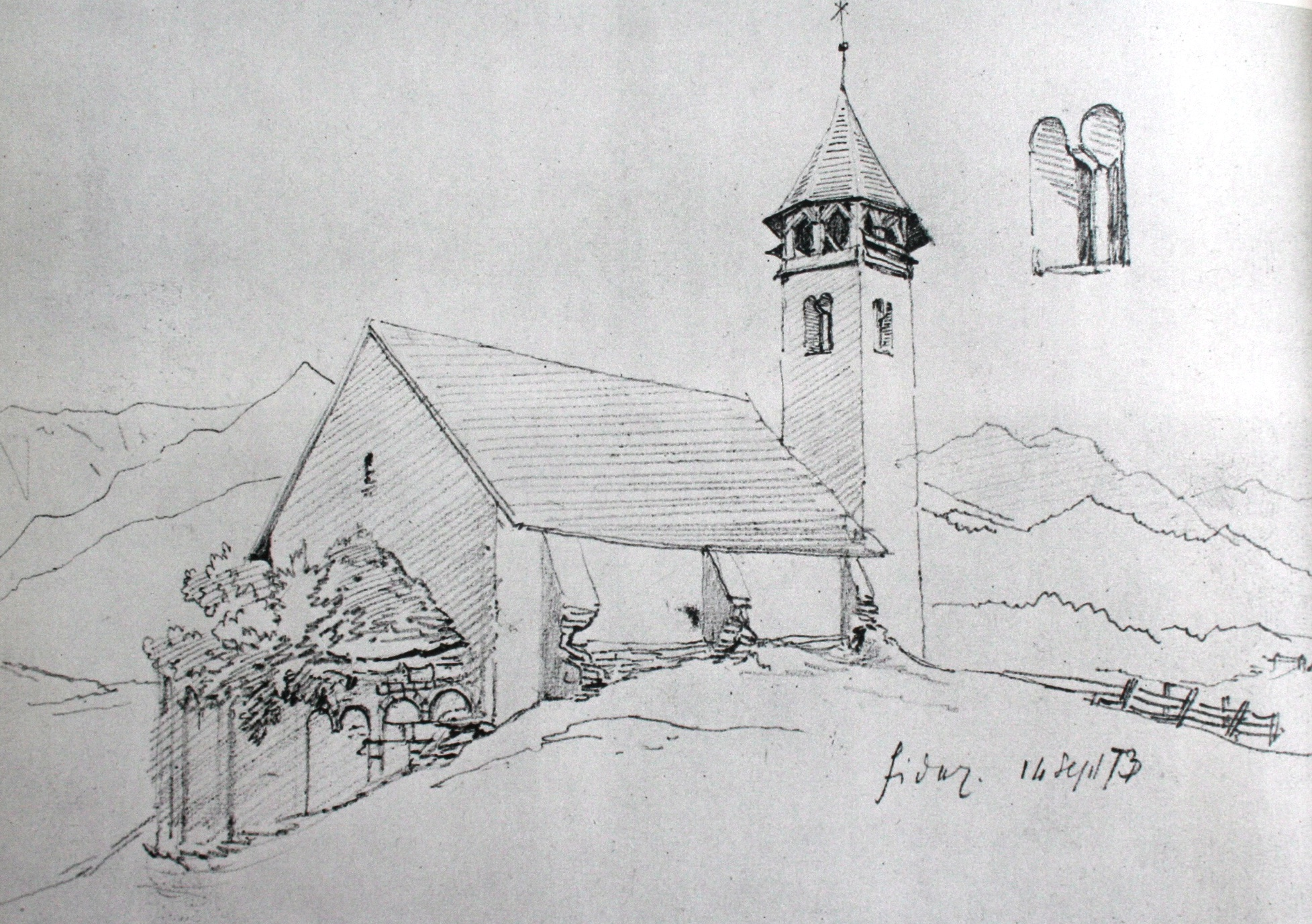
Zustand 1873, Zeichnung von Johann Rudolf Rahn
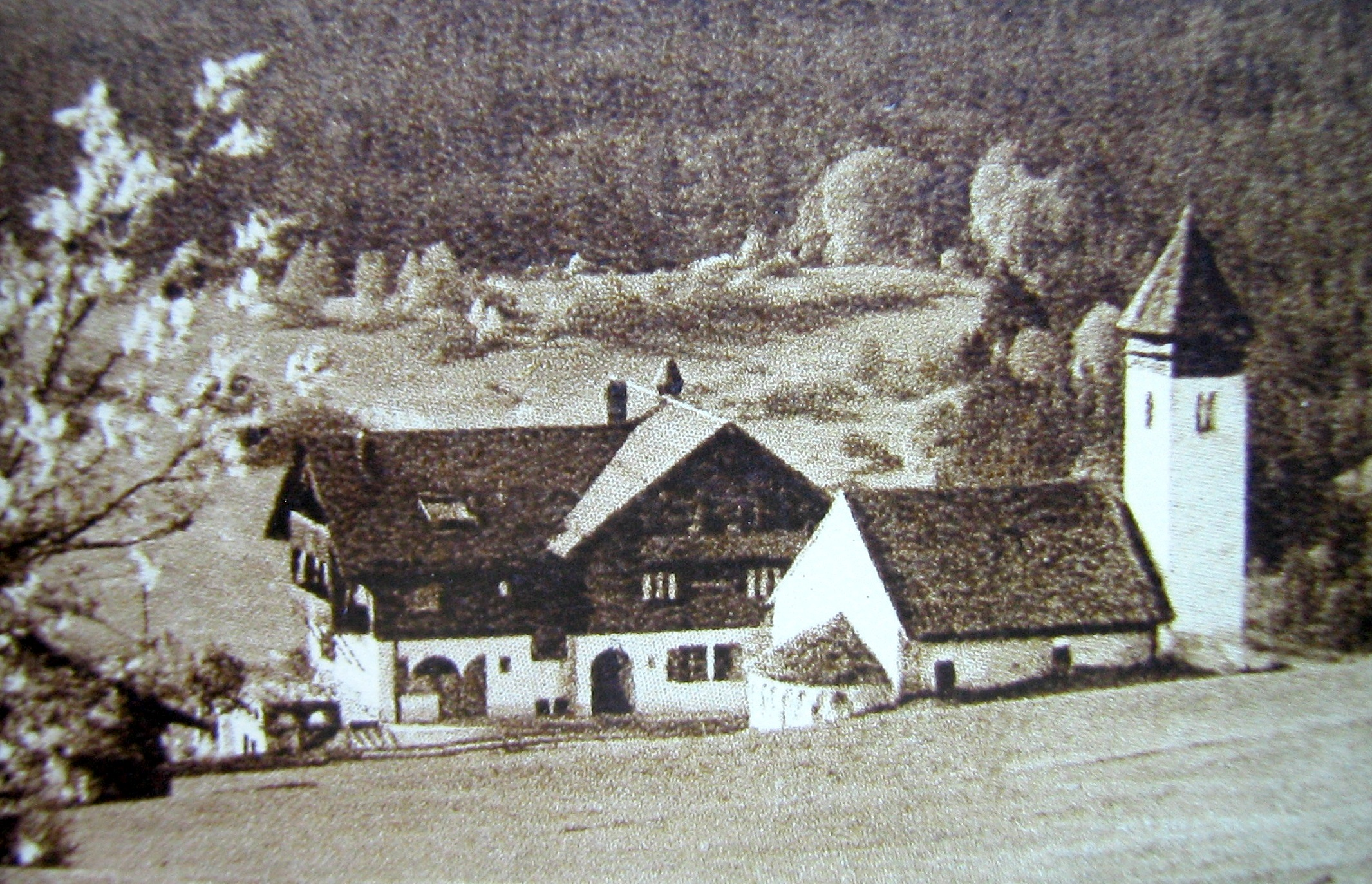
1912
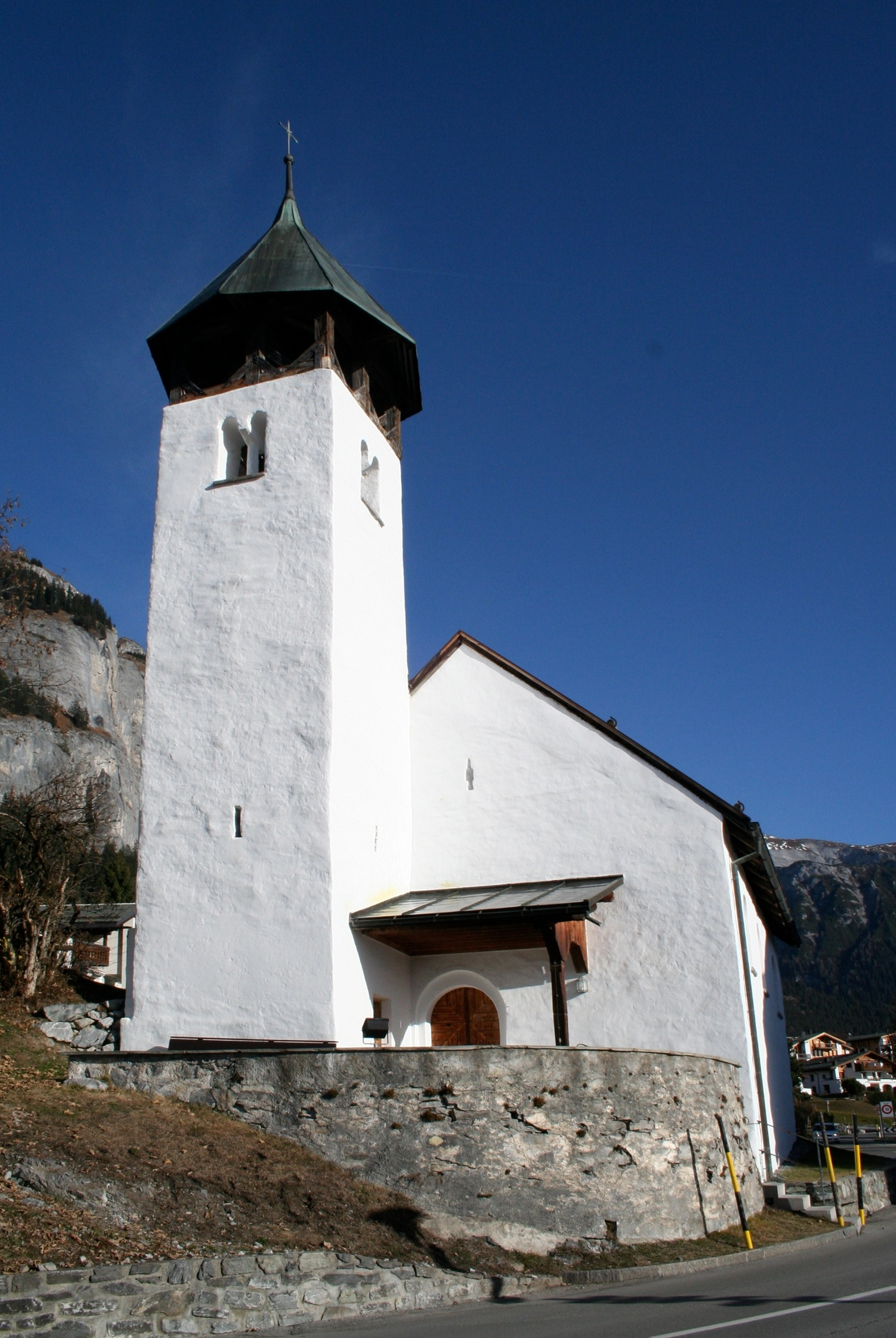
2009
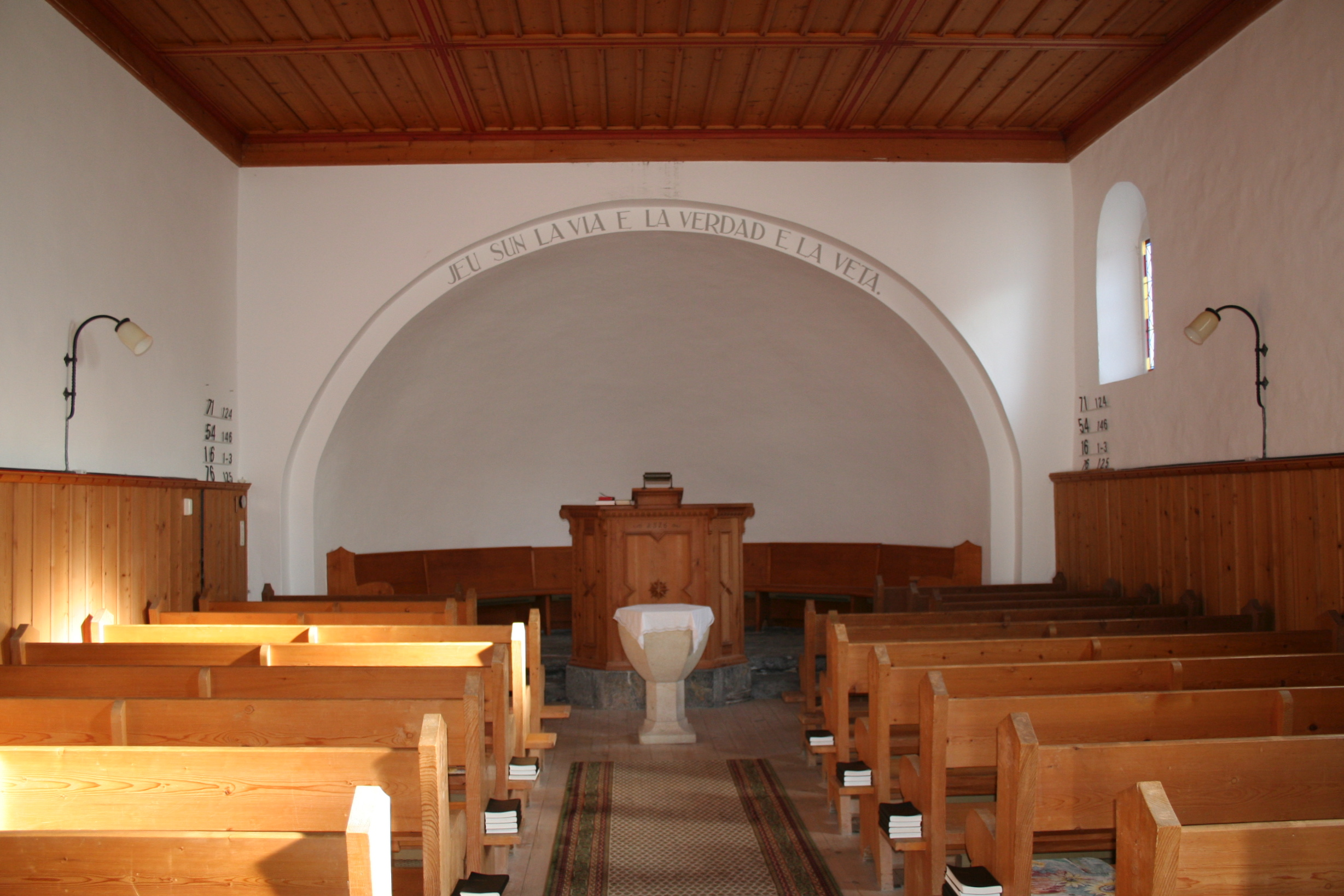
Innenraum